# Ågård (Gørlev Sogn)
 For alternative betydninger, se Ågård. (Se også artikler, som begynder med Ågård)
Aagaard er en herregård, som er dannet i 1660 og ligger i Gørlev Sogn, Kalundborg Kommune på Vestsjælland lidt nordvest for Gørlev.
Aagaard Gods er på 446 hektar med Bakkendrupgård

## Ejere af Aagaard
- (1660-1674) Henrik Müller
- (1674-1692) Drude Henriksdatter Müller gift von Fincke
- (1692-1705) Henrik von Fincke
- (1705-1719) Mette Reedtz
- (1719-1721) R. Melvin
- (1721-1725) Lars Benzon
- (1725-1731) Jacob Benzon
- (1731-1737) Peder Benzon
- (1737-1738) Peder Scavenius
- (1738-1753) Helene Benzon gift Scavenius
- (1753-1763) William Hammond
- (1763-1781) Hans Lindholm
- (1781-1787) Christian Lindholm
- (1787-1796) P.F. Mourier
- (1796-1803) Iver Quistgaard
- (1803-1804) Bjelke greve Moltke / Joachim greve Moltke
- (1804-1858) Carl Emil greve Moltke
- (1858-1865) Ernst greve Moltke
- (1865-1899) Jørgen Hellemann
- (1899-1900) Slægten Hellemann
- (1900-1903) Johannes Olsen
- (1903-1911) Boet efter Johannes Olsen
- (1911-1935) J. Hellemann Olsen
- (1935-1968) Johannes Jørgen Hellemann Olsen
- (1968-1996) J.H. Hellemann Olsen
- (1996-2006) Gregers Hellemann / John Hellemann Olsen
- (2006 – Gregers Hellemann

## Udbygninger
- (1605) Sydfløjen opført
- (1645) Midtfløjens sydlige del opført
- (1810) Midtfløjens nordre del opført
- (1907) Midtfløjens mellemste del ombygget
- (1911) Nordre sidefløj opført